# برنارد أوكسلي
برنارد أوكسلي (بالإنجليزية: Bernard Oxley)‏ (16 يونيو 1907 في المملكة المتحدة - 7 يناير 1975 في المملكة المتحدة) هو لاعب كرة قدم بريطاني (وحمل سابقاً جنسية المملكة المتحدة لبريطانيا العظمى وأيرلندا) في مركز الهجوم. لعب مع ستوكبورت كونتي وسكونثورب يونايتد وشيفيلد وينزداي وشيفيلد يونايتد ونادي بليموث أرجايل ونادي تشيسترفيلد وWombwell Town F.C. (1945) ‏ ووركشوب تاون ‏.